# 1167
Năm 1167  trong lịch Julius.

## Sư kiện
tháng 11:Các thị trấn miền bắc nước Ý thành lập từ Lombardi League
ngày 29 tháng 5:Trận Monte Porzio - Một đội quân La mã hỗ trợ ĐGH Alexander III bị đánh bại bởi Christian của Buch và Rainald của Dassel
tháng 3: trận El-Babein, Ai Cập: Franks dưới Amalrik vs Syrians
ngày 15 tháng 12:Thủ tướng của nước Áo Stephen du Perche chuyển tòa án hoàng gia đến Messina để ngăn chặn cuộc nổi dậy.